# البطولات الأسترالية 1967 (كرة مضرب)
هنا قائمة بالبطولات الأسترالية لكرة المضرب، المعروفة الآن باسم أستراليا المفتوحة لسنة 1967:

## الكبار

### فردي رجال
روي إيمرسون هزم  أرثر آش 6-4 6-1 6-4

### فردي سيدات
نانسي ريتشي هزم  ليزلي ترنر باوري 6-1, 6-4